# علم غينيا الاستوائية
علم غينيا الاستوائية (بالإسبانية: Bandera de Guinea Ecuadorial)‏ (بالفرنسية: Drapeau de la Guinée équatoriale)‏ (بالبرتغالية: Bandeira da Guiné Equatorial‏) تبني العلم في 21 أغسطس 1979، ويتكون من ثلاثة شرائط أفقية (أخضر-أبيض-أحمر) بالإضافة لمثلث أزرق من ناحية ناصية العلم، يتوسط الشريط الأبيض شعار البلاد.

## الألوان
- الأخضر: يمثل الموارد الطبيعية والأدغال الممتدة على أرض البلاد.
- الأزرق: يمثل المحيط الأطلسي الذي يحوي جزيرتي بيوكو وأنوبون التابعتين للبلاد.
- الأبيض: يمثل السلام.
- الأحمر: يمثل النضال من أجل الحرية.[5]

## التاريخ
رُفع أول علم في يوم الاستقلال، 12 أكتوبر 1968، ويختلف عن العلم الحالي بكونه لا يحمل الشعار الوطني. وفي عام 1973، خلال نظام فرانثيسكو ماثياس نغيما، استخدم شعار يتألف من عدة أدوات وسيف وديك. وكتب تحته الشعار الوطني المعدل Trabajo (العمل)، وUnidad ،Paz ،Justicia (الوحدة، السلام، العدالة). وبعد خلع نغيما في 21 أغسطس 1979 أعيد الشعار الوطني الأصلي.

شعار البلاد

## شعار البلاد
تبني الشعار عام 1979 ويحوي درع فضي يحوي شجرة البومباكس الاستوائية أو القطن الحريري، فوق الدرع يتوضع 6 نجوم سداسية الأطراف التي تمثل أرض النيو موني والجزر التابعة للبلاد. تحت الدرع يوجد شريط فضي الذي يحوي شعار البلاد (الوحدة، الحرية، والعدالة).

## معرض صور

علم غينيا الإسبانية بعد عام 1945
العلم الأول (1968-1973).
العلم الثاني في عهد فرانثيسكو ماثياس نغيما (1973-1979).